# Mukrena

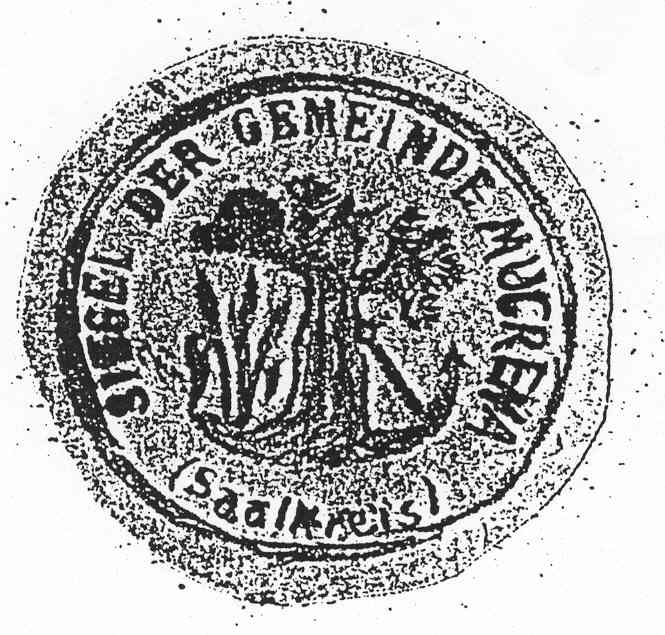
Siegel von Mukrena

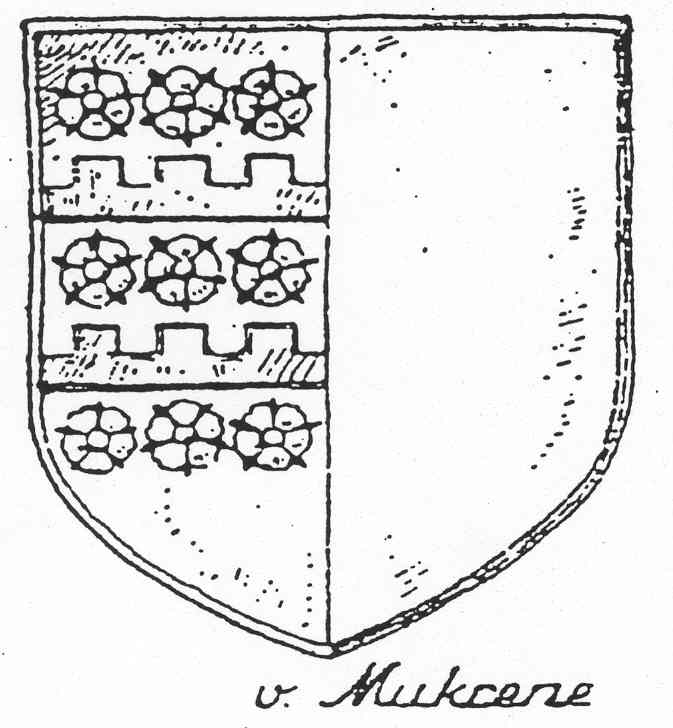
Wappen der Ritter von Mucrene

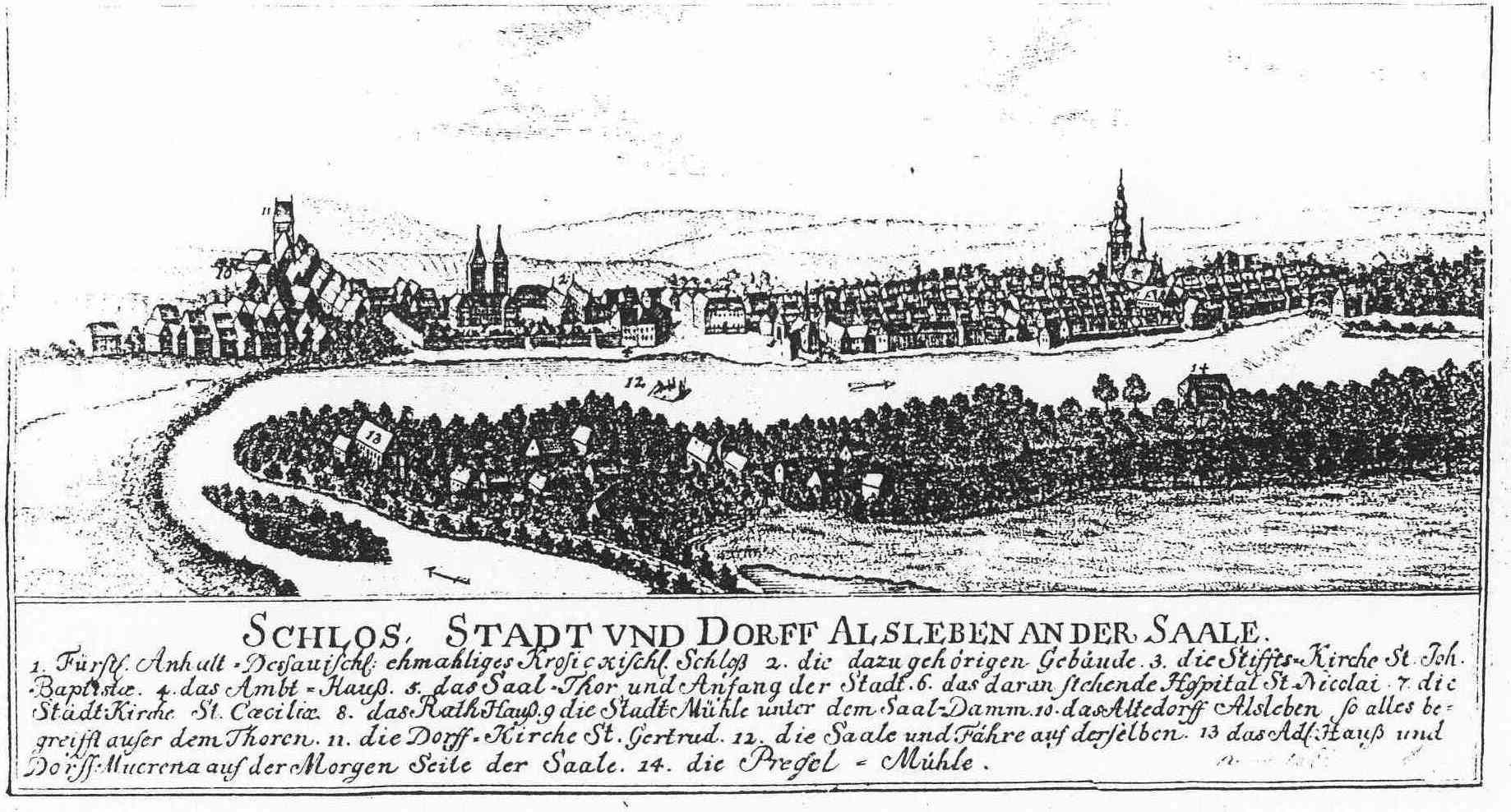
Kupferstich Alsleben von Dreyhaupt

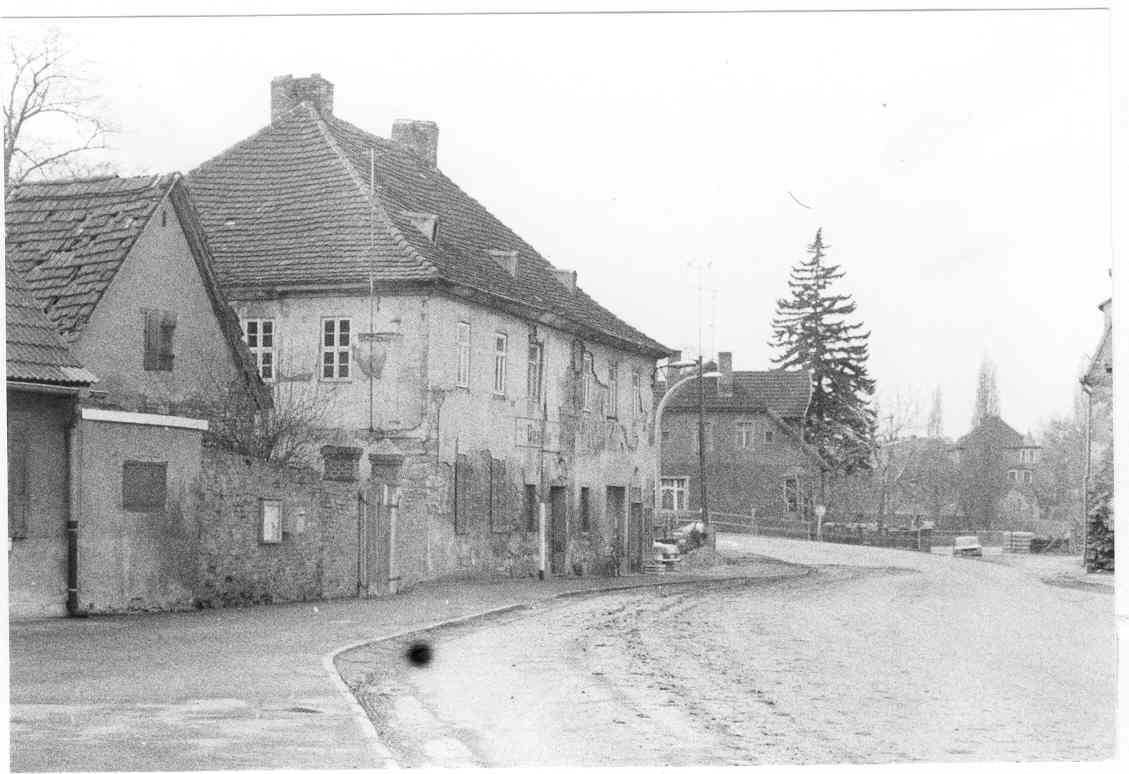
Fährhof

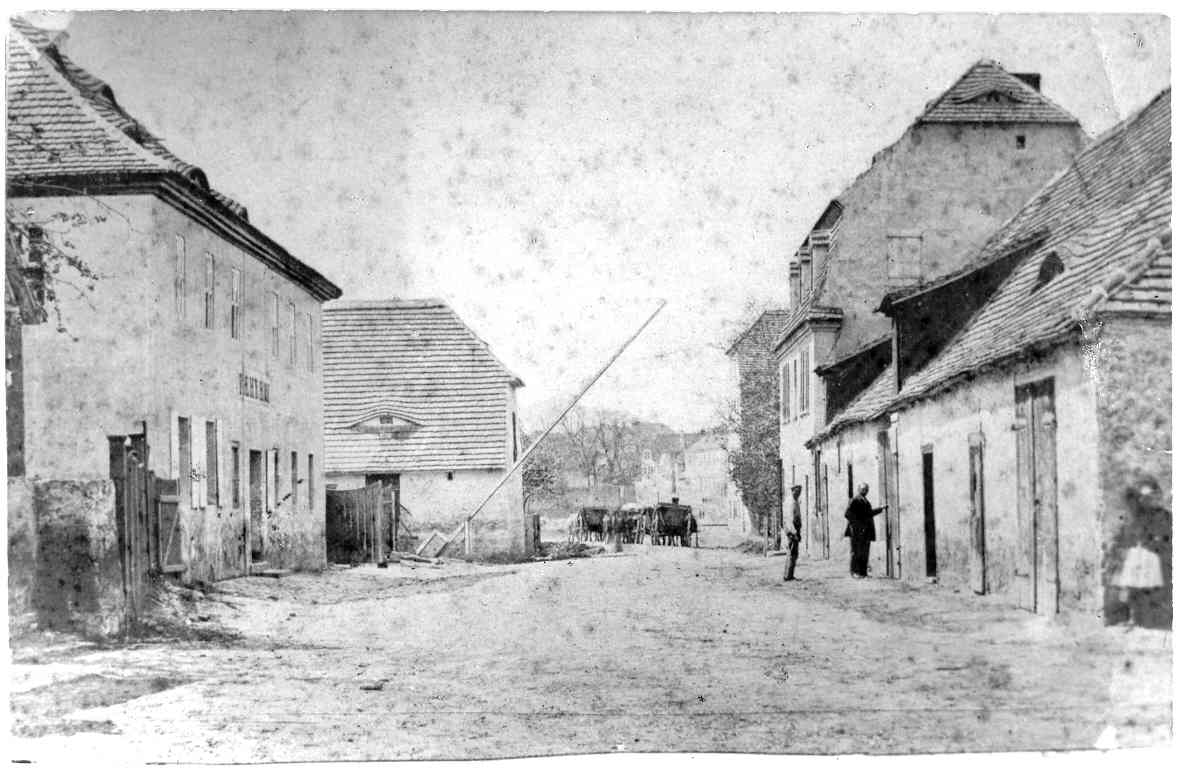
Fährhof mit Schranke

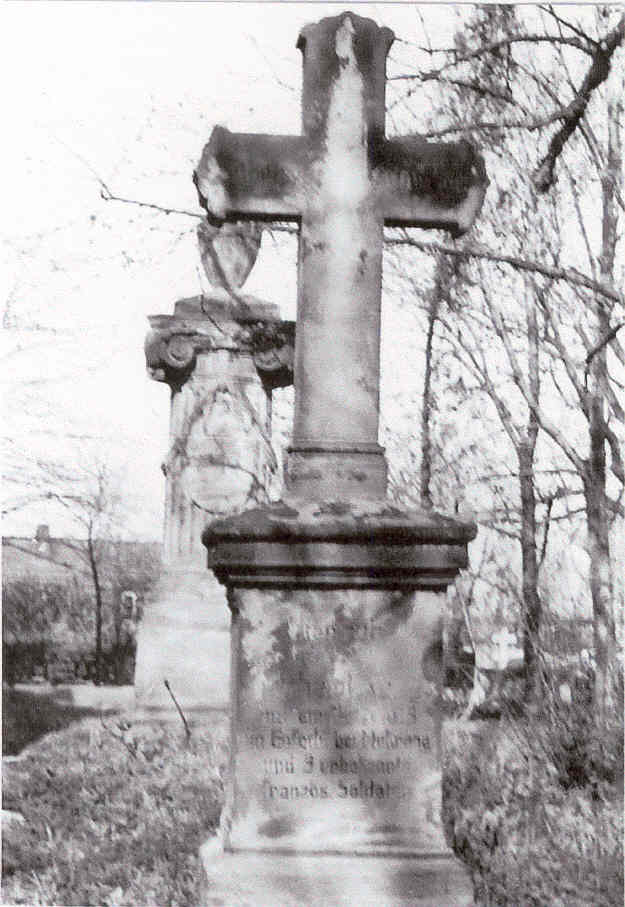
Grabstein des Michael Kaup

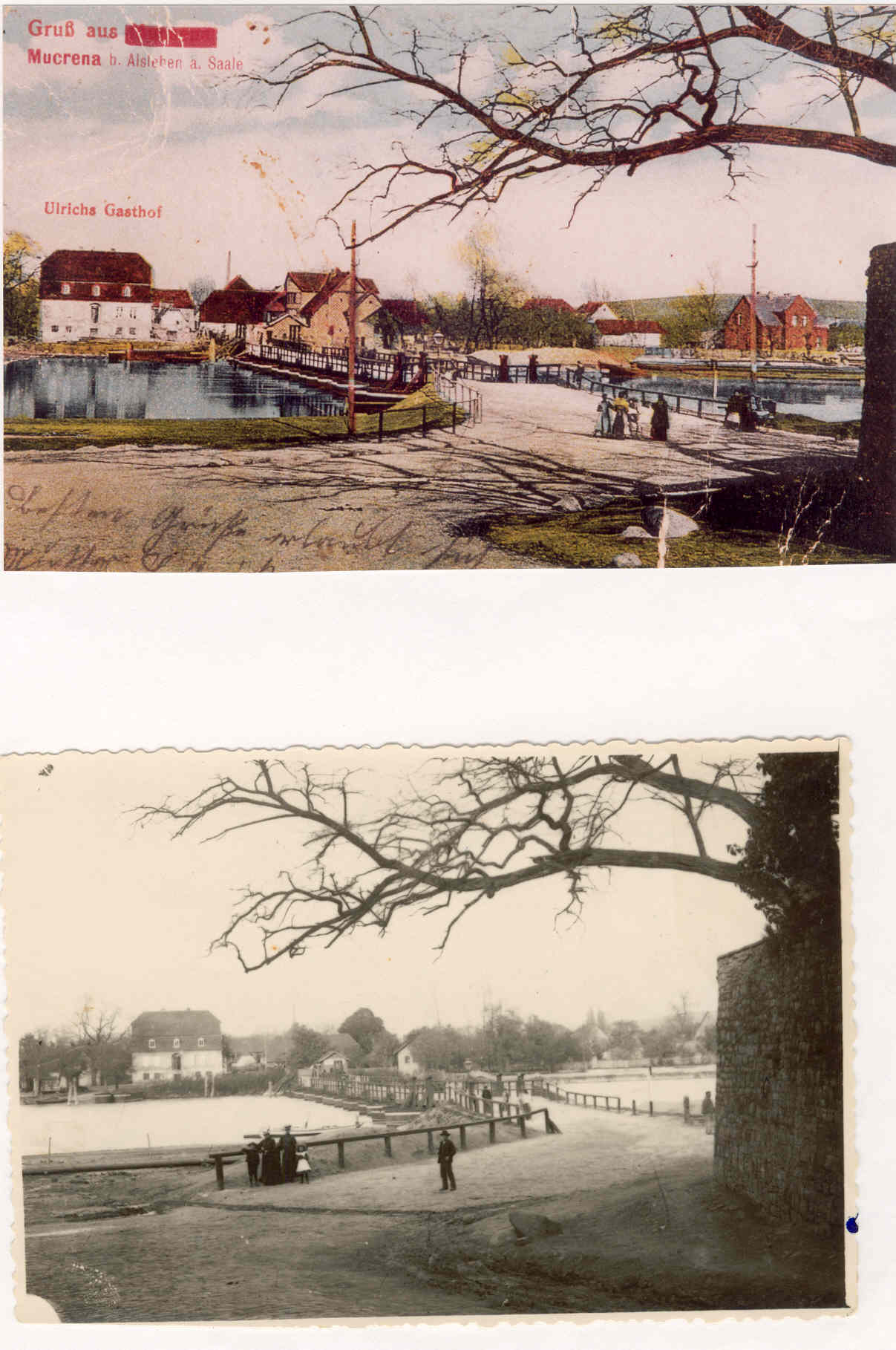
Mukrena um 1900

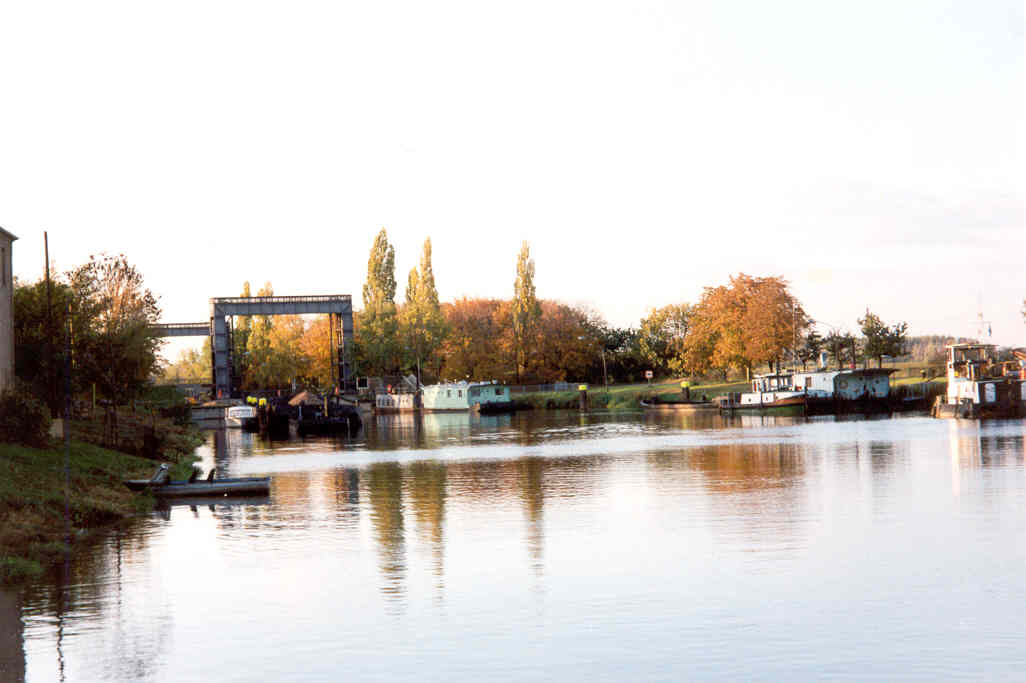
Schleuse von Mukrena

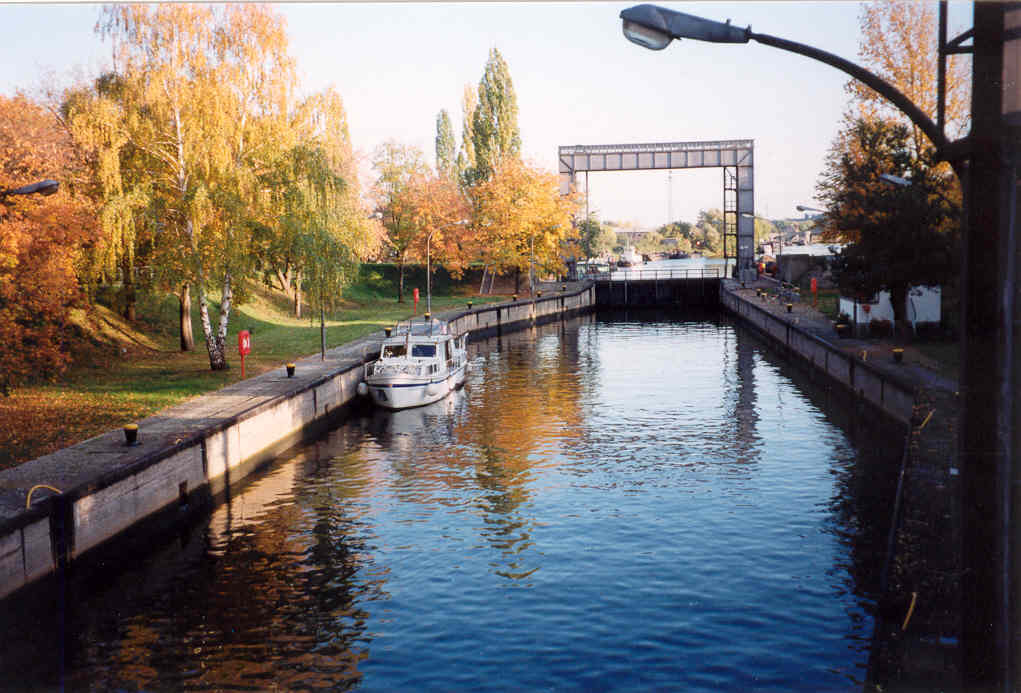
Schleuse von Mukrena

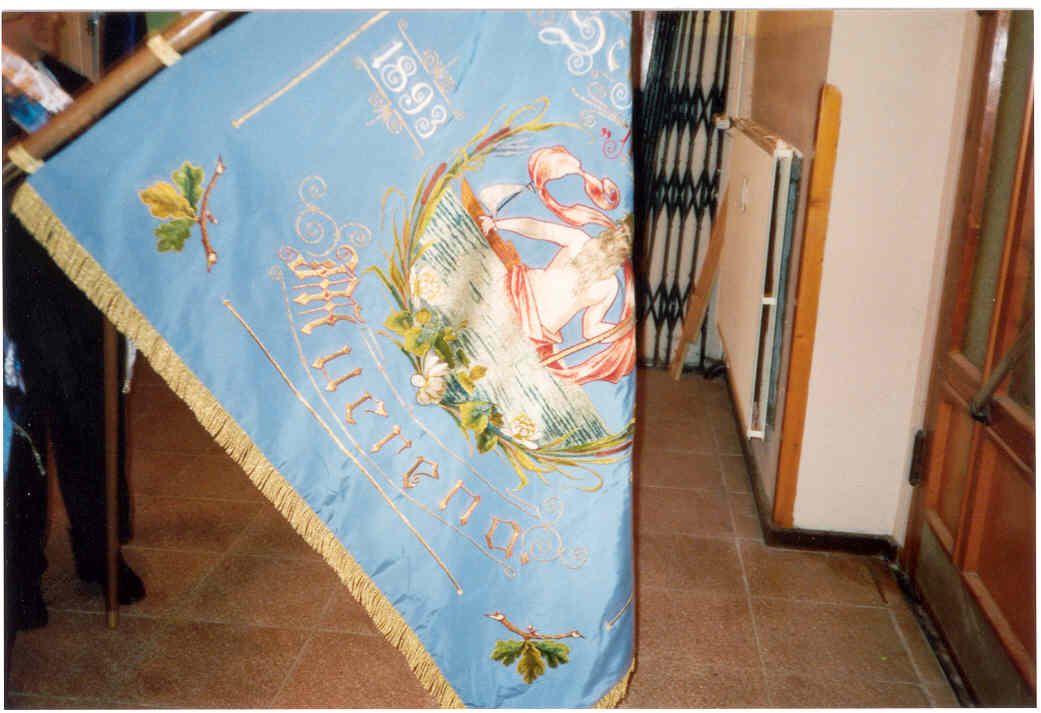
Flagge vom Schifferverein Neptun 1899

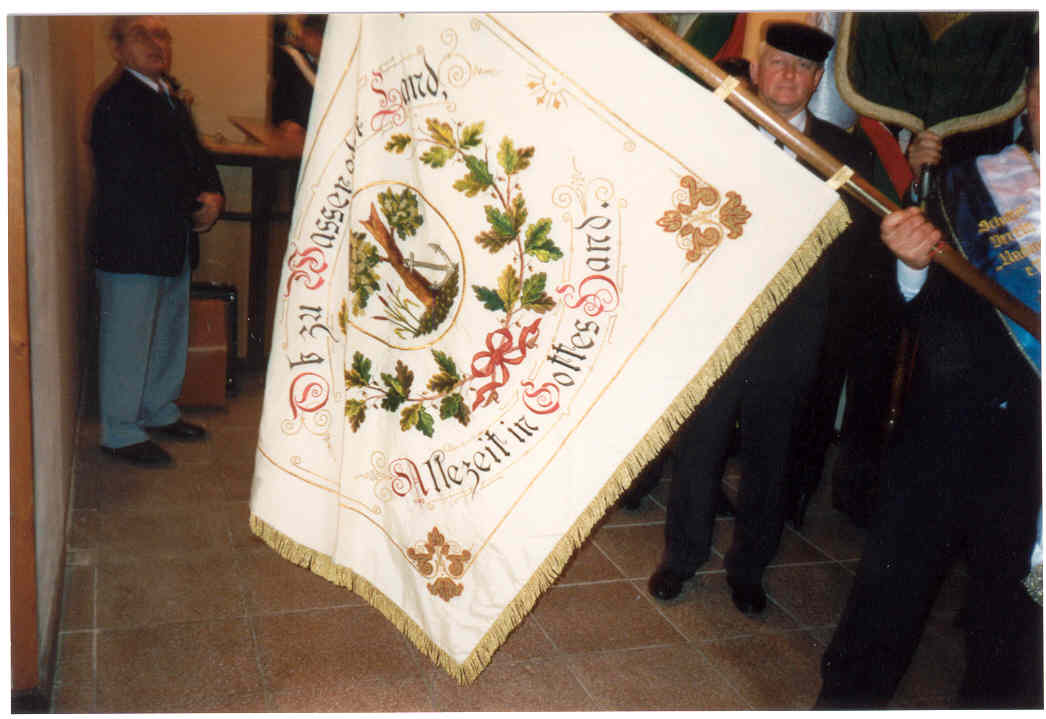
Flagge vom Schifferverein Neptun 1899

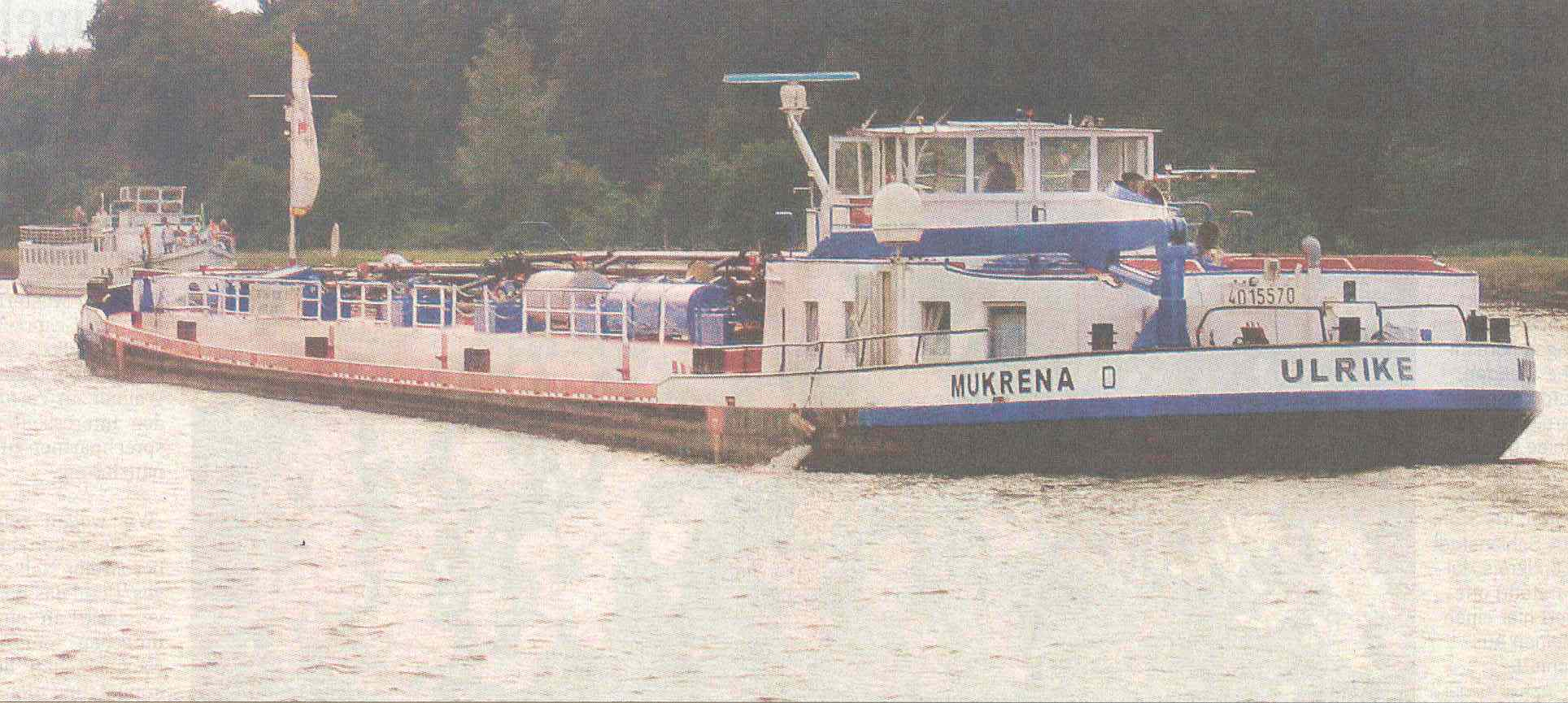
MTS Ulrike

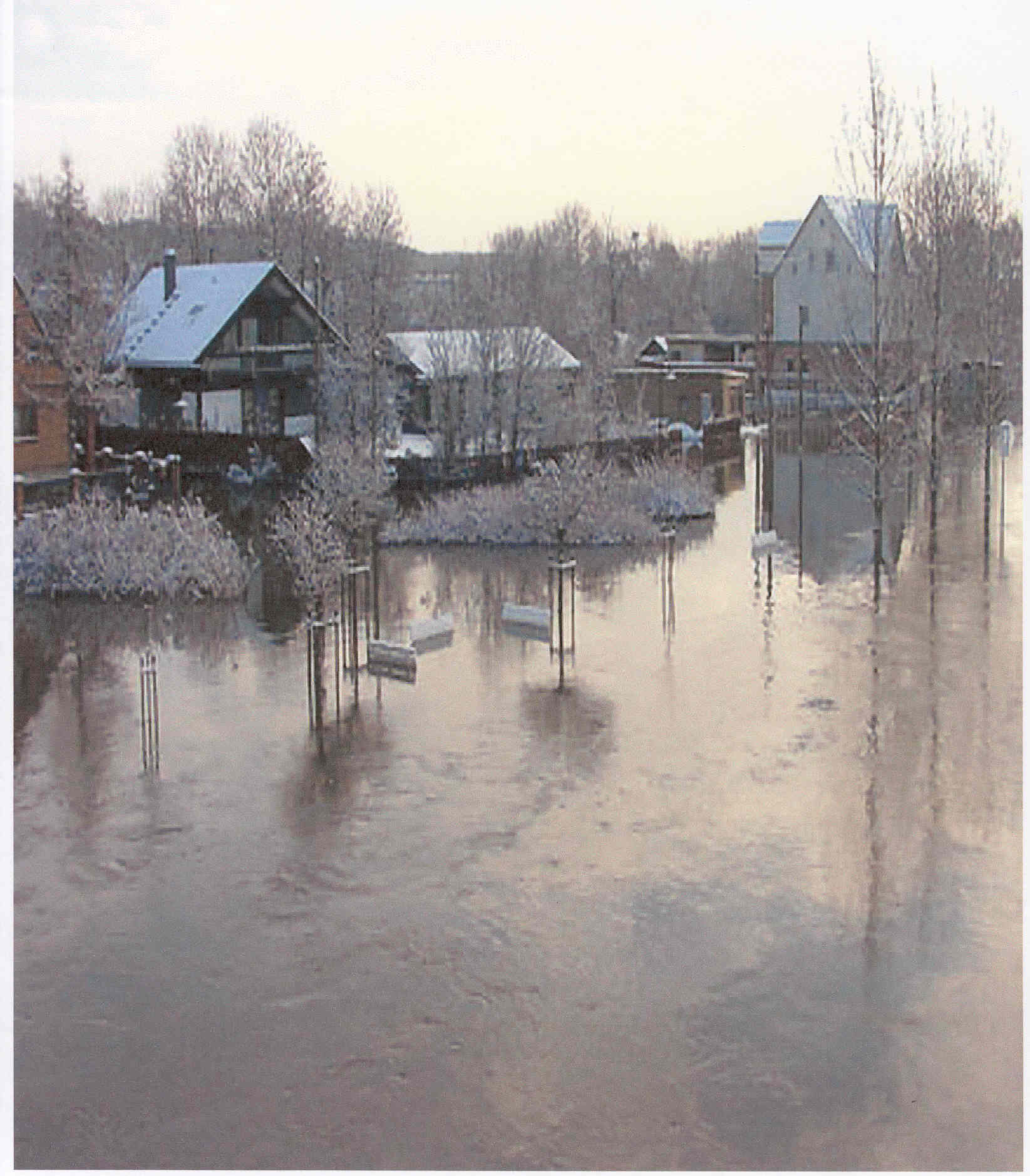
Hochwasser 2003

Mukrena ist ein Ortsteil von Könnern in Sachsen-Anhalt. Das Dorf liegt rechts der Saale gegenüber der Stadt Alsleben (Saale).

## Lage
Mukrena liegt im Harzvorland und somit im Regenschatten des Harzes und leidet unter Wassermangel. Mit weniger als 500 mm Jahresniederschlag registriert dieses Gebiet die niedrigsten Niederschläge in Sachsen-Anhalt.
Die Saale ist hier nur ganz schwach eingesenkt. Der Unterpegel der Saaleschleuse im Ort beträgt 60,01 m NN, und der Radeberg hat eine Höhe von 102,9 m ü. NHN.
Der Name Mukrena kommt aus dem Sorbischen, mok = nass, auf Deutsch etwa nasse Wiese oder nasser Wald.

## Geschichte

### Frühgeschichte der Region
König Heinrich I. (919–936) teilte die neueroberten slawischen Gebiete in Gaue ein. Diese Gebiete waren rechts der Saale. Diese Gaue erhielten zumeist die Namen der sorbischen Volksstämme. Der Saalkreis (bis 1952) umfasste zwei Gaue, den Gau Nudzici und Gau Neletici mit den gleichlautenden Hauptorten Neutz bei Wettin und Nehlitz.
Der Nudzicigau erstreckte sich etwa von der nördlichen Spitze des Saalkreises, dem Pfuhlschen Busch, bis zur Mündung der Götsche in die Saale. Eine Urkunde von Otto I. vom Jahre 961 nennt die Siedlungen und Burgen Vitin (Wettin), Liubuhun (Löbejün), Sputinesburg (Rothenburg), Loponoh (Laublingen), Trebonici (Könnern-Trebnitz), und Brandanburg (Brinzenburg, Brentin). Im Westen wurde der Gau von der Saale und zwar im Norden von dem alten Saalearm Kuhfurt, Strengebach begrenzt, so dass Kustrena, Beesedau, Poplitz und Mukrena jenseits auf linkssaalischem Gebiete lagen und zum Nordschwabengau gerechnet wurden. Im Norden schuf die Fuhne von Plötz bis zum Pfuhlschen Busch die Grenze. Die Ostgrenze des Gaues bildete eine Linie von Plötz an der Fuhne bis zum Petersberg und an dessen östlichem Fuß an der Götsche entlang bis zu deren Mündung in die Saale.
Der nördliche Teil dieses Gaues zwischen Saale und Fuhne, im Norden vom Pfuhlschen Busch, im Süden von der Könnernschen Mulde begrenzt, bildet den kleinen Untergau Zitici. Sein Name ist noch in Amt Zeitz – Haus Zeitz – erhalten. In einer Urkunde vom 4. Mai 945 zum ersten Male genannt. In dieser Urkunde wird Tribunice (Trebnitz) als Haupt- und Kultort dieses Untergaues genannt. Ein Untergau entsprach einer fränkischen Hundertschaft, welche hundert waffenfähige Männer aufbringen mussten.
Dieser kleine Untergau wie der Untergau Coledici gehörten um 937 dem Gau Serimunt zwischen Saale, Elbe, Mulde und Fuhne an. Aus dem Gau Serimunt entwickelten sich die Herrschaften Köthen und Dessau. Vor dieser Zeit hat es als Grenzgebiet sicher dem Suebengau gehört. Dieser Gau erstreckte sich links der Saale und stand unter der Herrschaft Siegfrieds. Als Siegfried starb (937), wurde der berühmte Markgraf Gero sein Nachfolger. Es wird auch ein Graf Christian genannt, der Schwager Geros; er hatte die Schwester Hidda zur Frau.

### Ortsgeschichte (Abriss)
Trebunice (Trebnitz) war königliches Gut. Schon in der Urkunde vom 29. Juli 961 (Urkunde über Laublingen) werden die Orte erwähnt, dass sie im Nudzici Gau liegen. Der Nudzici Gau zerfiel und die Grafschaft Wettin entstand. Der kleine Zitici Gau ging in der reichsunmittelbaren Grafschaft Alsleben auf. Nach dem Tod des letzten Grafen von Alsleben, Heinrich I. im Jahr 1126 kam die Grafschaft 1128 an das Erzstift Magdeburg.
Die Kirche erhielt immer mehr Macht. Unter dem Schutze des Erzbischofs trieb das Kloster Neuwerk bei Halle (Saale) eine bedeutsame Besitzpolitik in der alten Grafschaft. Zuerst erwarb das Kloster die Pregelmühle bei Mukrena. Am 6. Januar 1135 erhielt es von der Witwe des Grafen Rudolf von Stade-Alsleben 16 Hufen und Höfe in Oberitz, 1 Hof in Mukrena, 6 Morgen in Laublingen, 1 Hof in Poplitz, alles mit Zubehör an Zinsen usw. 1162–1164 erhielt es sogar Uferland, eine Mühle in Oberitz und Beesedau.
Die kriegerischen Magdeburger Kirchenfürsten stürzten sich immer mehr in Schulden. Diese Fürsten verkauften und verpfändeten im 15. Jahrhundert ihren reichen Besitz und die Herren von Krosigk wurden Nachfolger der Grafen von Alsleben. So kam das Dorf Mukrena in den Besitz der Krosigk.
Der Ort stand somit unter adliger Gerichtsbarkeit, gehörte aber zum Saalkreis des Erzstifts Magdeburg, das 1680 als Herzogtum Magdeburg unter brandenburg-preußische Herrschaft kam. Der gewaltige Besitz der von Krosigk wurde infolge von Erbteilung, Vergeudung, üppigem Leben und Verschwendung durch Preußen und Anhalt erworben. Während Mukrena unter adliger Gerichtsbarkeit blieb, kam ein Gasthof des Orts im Jahr 1747 durch Verkauf an Fürst Leopold von Anhalt-Dessau, ohne dass davon die preußische Landeshoheit berührt wurde. Dieser Gasthof gehörte zum „Fürstlich Anhalt-Dessauischen Amt Alsleben“ mit Sitz im Dorf Alsleben.
Mit dem Frieden von Tilsit wurde Mukrena im Jahr 1807 dem Königreich Westphalen angegliedert und dem Distrikt Halle im Departement der Saale zugeordnet. Der Ort kam zum Kanton Cönnern. Nach der Niederlage Napoleons und dem Ende des Königreichs Westphalen befreiten die verbündeten Gegner Napoleons Anfang Oktober 1813 den Saalkreis.
Bei der Neuordnung des preußischen Gebiets nach dem Wiener Kongress 1815 wurde die Saale als Westgrenze des neu zugeschnittenen Saalkreises genommen. Alsleben kam dadurch zum Mansfelder Seekreis. Die sogenannten „adligen“ Dörfer Poplitz, Mukrena und Unterpeißen wurden staatlich und bekamen eigene Verwaltung und wurden der Regierung unterstellt. Sie kamen zum Saalkreis im Regierungsbezirk Merseburg der preußischen Provinz Sachsen.
Bis 1780 baute man von Gröna bis Mukrena einen Damm auf Kosten des anhaltischen und preußischen Staates sowie der daran beteiligten Gemeinden. Im Februar 1799 wurden Einwohner von Mukrena durch eine Überschwemmungskatastrophe auf dem Radeberg angesiedelt, wodurch die „Kolonie Zweihausen“ entstand.
Am 20. Juli 1950 wurde Mukrena zu einem Ortsteil von Beesenlaublingen, welches am 1. Januar 2005 in die Stadt Könnern eingemeindet wurde. Der Ort kam durch eine Kreisreform in der DDR zum Kreis Bernburg im Bezirk Halle, der 1990 zum Landkreis Bernburg wurde und 2007 im Salzlandkreis aufging.

### Ausführliche Geschichte des Ortes

#### Sorbische Burg und Siedlung
Die Geschichte von Mukrena beginnt um 375. Um diese Zeit verließen germanische Stämme den östlichen Teil hinter Saale und Elbe und zogen nach Westen und Süden. In dieses verlassene Land zogen slawische Stämme aus dem Osten Europas und gründeten Ansiedlungen, welche meistens mit den Endsilben itz, itsch, ük, ow usw. endeten und errichteten ein Sorbenreich mit der Hauptstadt Zörbig.
Der Hofchronist Karls des Großen, Einhard, schrieb über die Grenze Limes Sorabicus: Sie siedelten sich gern in der Nähe von fischreichen Gewässern an, trieben Fischfang, Jagd, Handel und Ackerbau. Zum Schutze ihres Reiches erbauten sie Burgen in Sümpfen und Inseln, wie Mukrena, Phule und Trebnitz, während die Sachsen, Thüringer und Franken ihre Burgen auf Bergen bauten, wie Alsleben und Friedeburg.
Die Sorbenburg Mukrena lag an der Saale, an der Stelle der jetzigen Gartensparte Mukrena, im früheren Eichholz. Die Burg lag auf einer Insel. Die letzten Reste der Burg wurden 1840 durch den Amtsmann Schmidt, Pächter der Ökonomie Poplitz, abgefahren, um einen Teil des Dammloches und des Wallgraben auszufüllen.
Die Burg der Sorben südlich der Linie Bernburg-Torgau war in gleicher Weise gebaut. Grundkonstruktion war die Schalenbauweise, an der Vorderfront aufgeschichtete Steine und Erde, die bis ca. 1 Meter breit sein konnte. Im Abstand von mehreren Metern errichtete man in ähnlicher Technik die Walrückfront. Zwischen beiden Mauern wurde Erde oder Steinschutt eingefüllt. Damit der Druck dieser Schüttung die Trockenmauern nicht auseinander pressen konnte, verband man beide Mauern mit Holzanker. Zum Teil wurden auch Palisaden statt Mauern errichtet. Die Burg war bis zum 14. Jahrhundert Sitz der Herren von Mukrena.

#### Deutsche Ostkolonisation
1209 erscheint ein Wichmann von Mukrene, er war Marschall des Erzbischofs. In Urkunden erscheint dieser Name 1220, 1226, 1269, 1274. Eine Verwandtschaft bestand mit den Grafen von Mansfeld. Der Name des Ortes wechselte von Mucrene, Muckerene, Mokerene, Mogkerenen, Mokren, Mucrena und jetzt Mukrena.
In einer Urkunde vom 6. Januar 1135 wird in einer Schenkung Graf Rudolfs von Stade Witwe und Erben verschiedener Güter an das Kloster zum Neuen Werk unter anderem ein Hof im Dorfe Mukrena genannt. Eine andere Urkunde erwähnt 2 Hufen und 2 Höfe in Mukrena.

#### Mittelalter
In dem jetzigen Wohnbereich Rosenhagen und Wohnschiff Fabich, Nr. 43 und 43a, stand einst ein Gasthof Zu den dreyen Enden (drei Enten). Hier war auch einer der Saaleübergänge. Der Weg führte über die Insel zur Lyra, über den Alslebener Pfingstanger oder Schinderanger, Stichelsburg, Georgenberg zur Kocherbrücke in das Dorf Alsleben. Der letzte Besitzer verkaufte 1684 den Gasthof an die von Krosigk. Lorenz von Krosigk-Mukrena baute dieses Gelände in ein Adliges Haus und den dazugehörigen Garten in ein Lustgarten um. Reste der Mauern sind noch vorhanden. Die weiteren Krosigk-Mukrena waren Eccard Christoph († 1711) und dessen Sohn Friedrich August († 1767). Die Linie der Krosigk-Mukrena starb aus, da keine Erben vorhanden waren. Die Gastgerechtigkeit des Gasthofes Zu den drei Enten erhielt der Fährhof gegenüber vom Schloss Alsleben. Der Fährhof gewann dadurch an Bedeutung. Das Adlige Haus wurde Rittergut und der Ort Mukrena hatte viele Eigentümer.
1400 hatte ein Tilo von Dieskau ein Hof und ein Weingarten, ein Schock Hühner und eine Mark Einnahme. Kuno von Quartier hatte einen Anteil von 3 Mantel Hühner. Albert und Bethmann Voit 5 Höfe und 7 einzelne Morgen Acker. Zwei Weingärten besaß von Rotendorf. Carl von Dieskau erwirbt Güter in Mukrena. Curt von Dieskau kaufte Dorf und Ritterlehn, er starb 1471. Mukrena hatte zu dieser Zeit 10 Gehöfte.
In einer Urkunde vom 16. Juni 1535 verleiht der Kardinal Albrecht allen Erben des verstorbenen Lorenz von Krosigk in männlicher Linie den Wohnhof zu Mukrena und das Dorf Mukrena mit Gerichten, Recht über Hals und Hand im Felde und im Dorfe, mit Geld, Zinsen, Diensten und mit allem seinen Einwohnern.
Das Dorf Mukrena erstreckte sich ungefähr dort, wo die Häuser 1–6, 7–17 und 21 und 42 sowie das Adlige Haus stehen. In dieser Urkunde wurde auch ein Eichholz genannt, es lag zwischen der B 6 und den Häusern 12, 13 und 42. Weiterhin ein Wasser namens Brutzschen. Brutzschen ist wahrscheinlich der Pritschkenanger der östlich von einem großen Teich und östlich neben dem Eichholz lag, die ehemalige Schule Mukrena, Nr. 41. Weiter von einer Zartarie (scirta regia, später Zcortrega = Teufelsfluss), es war die ehemalige Wasserverbindung zwischen Mukrena und Laublingen, wo ein Hof lag (Sattelhof).
In der alten Chronik von Alsleben, welcher ein Bolting verfasst hatte, steht folgendes:
Bei Punkt 51:
„Ao 1585 In diesen jare, den 30. Octobris, starben des edlen gestrengen und ehrnuesten Heinrich von Krosig zwene tochter, die erste, Anna Maria, in der nacht um 10 uhr, ward 12 jar 18 wochen alt; die andere tochter Catharina ward ein jar junger; wurden alle beide in den thum under den turme begraben, deren seelen gott genedig sein wolle!“
Bei Punkt 52:
„In diesen jare rucket der von Krosig, weil seine beiden tochter sturben, von hause Alssleben zu Haus Wernigken, in den gasthofe zu Muckreine,wonede daslbesten. Hans Wernicke, der Burgermeister und stadtschreiber alhier zugleich war, derselbige wollte nun gerne von seinen amte mit seinen consorten los sein.“

#### Fähre und Fährhof
Krosigk zog nach dem Bericht von Bolting nach Mukrena. Das Haus Bolting war der Fährhof. Der Fährhof und die Fähre gehörten eng zusammen. Von 1671 ab waren an der Fähre die Krosigkschen Rittergüter Alsleben, Sandersleben, Beesen, Poplitz und Laublingen beteiligt.
1575 wurde der Fährmann Hans Steglitz von Vollrat von Krosigk-Beesen in der Fähre erschlagen. Sein Geselle, der lange Lorenz, kam mit dem Leben davon.
Von 1775 bis 1828 war die Fähre mit Fährhof verpachtet. Mit dem Fährhof war auch die Gasthofsgerechtigkeit verbunden, das Bier musste nur von der Schlossbrauerei Alsleben bezogen werden.
1828 kaufte Andreas Ackermann den Fährhof und Fähre mit allen Rechten und Pflichten von Dedo von Krosigk-Poplitz. Der Kaufmann Franz Gramm erwarb alles 1854 von Hermann Ackermann.
1890 verkaufte Gramm jun. den Gasthof zum Fährhof mit Stallung und Garten an den Gemeindevorsteher Paul Böttcher zu Mukrena. Die Fährberechtigung behielt er und übergab diese später seinem Schwiegersohn Eskuche. Von 1892 wurden die Besitzer des Fährhofes oft gewechselt. Die Besitzer waren Schmeil, Wiesner, Hattwich, Kühle, Maye und 1907 Weimann. Der Ausschank wurde um 1950 eingestellt.
Am 10. und 11. November 1989 wurde wegen Einsturzgefahr der Fährhof abgerissen. Der Abriss erfolgte mit drei 30 t Dumper und einem großen Greifer. Der Abriss ging nach Zweihausen zur Verfüllung der Lyra-Saale. Der Fährhof war sehr alt und gehörte unstreitig zu den ältesten Gasthöfen in Norddeutschland.
An der Fähre mündeten die Halberstädter-, Braunschweigerstraße und die Leipziger-Halleschestraße. Die Straße zur Fähre und später zur Schiffsbrücke führte durch das Grundstück des Fährhofes. Im Fährhof war eine Schranke, um den Verkehr zu regulieren. Das Fährgeld wurde an der Fähre entrichtet. Zwei Fähren pendelten bis 1867 zwischen Mukrena und Alsleben. Der Verkehr wurde aber nach und nach so groß, dass die beiden Fähren nicht mehr genügten. Der damalige Besitzer der Fährgerechtigkeit errichtete an dieser Stelle eine Schiffsbrücke (Pontonbrücke). Schon 1891 bestätigt man, dass die Pontonbrücke den Verkehrsverhältnissen nicht mehr entsprach. Alljährlich trat der Übelstand auf, dass wegen des Eises die Brücke abgefahren werden musste und die Gespanne einen Umweg von 30 km über Bernburg fahren mussten.
Am 27. August 1907 druckte der Beobachter an der Saale die neuen Tarife für die Brückenbenutzung:
- 3 Pfennig für Person für Hin- und Rückgang
- 10 Pfennig für Pferd oder Maulesel
- 10 Pfennig für Rindvieh angespannt oder im Geschirr
- 5 Pfennig für Ziege, Fohlen, Kalb, Schaf und Schwein
- 3 Pfennig für Federvieh welches getrieben wird bis 10 Stück
- 40 Pfennig für Kraftfahrzeuge ab 4 Sitzen
- 20 Pfennig für Kraftfahrzeuge weniger als 4 Sitze
- 60 Pfennig für Fahrzeuge ohne Gummireifen

Befreit waren:
- Alles was zur Hofhaltung des Königlichen Hauses gehörte.
- Kommandierende Angehörige des Heeres und der Marine zur Musterung.
- Öffentliche Beamte und Gendarmerieoffiziere.
- Transporte für den Preußischen Staat oder des Deutschen Reiches.
- Schnell-, Karriol-, Reit- und Fußbotenpost.
- Feuerwehren und Notstände zur Hilfe.

#### Saalebrücke
1915 tauchte das Projekt einer festen Brücke wieder auf. Durch die Verhältnisse des Ersten Weltkrieges wurde alles zu den Akten gelegt. 1920 konnten die Einnahmen des Brückenzolles von dem Brückenbesitzer Eskuche nicht mehr einwandfrei festgestellt werden und Erneuerungen kamen nicht zum Zuge. Eskuche wohnte im Hause Nr. 20. Zwischen 1904 und 1913 entstand ein Reinverdienst von ca. 10.000 Reichsmark. Die Gemeinde wollte ein Enteignungsverfahren einleiten. Eskuche verlangte 150.000 Reichsmark, die Gemeinde hielt 50.000 Reichsmark für ausreichend. 1909 legte Eskuche ein Betonbrückenprojekt vor. Die Brücke sollte von 138 m Länge und 7 m Breite, in der Flucht Sonnenstraße in Alsleben nach Mukrena verlaufen. Die Brücke hätte vom Ufer bis zur Mitte 2 m Steigung erhalten, die Höhe des Durchfahrtsraumes für Schiffe sollte bei mittleren Wasserstand 4,35 m betragen. Nach der Zeichnung kämen in die Saale 2 Pfeiler und auf jedem Ufer einer. Der Fahrdamm auf der Brücke war mit 5 m Breite gedacht und auf jeder Seite ein erhöhter Fußweg mit 1 m Breite.
Dem rastlosen Bemühen der Gemeinden Alsleben, Mukrena und Beesenlaublingen war es zu verdanken, dass der Ankauf der Schiffsbrücke so gefördert wurde, dass dieselbe voraussichtlich zum 1. Januar 1921 in die Hände des Saal- und Mansfelder Seekreises gelangen sollte. Da sich die zwei Kreise aber nicht rechtzeitig über die Beteiligungsziffern verständigten, kaufte auf Veranlassung des Landrates Thiele der Saalkreis, die Gemeinden Mukrena und Beesenlaublingen die Brücke für 135.000 Papiermark. Das Kaufgeld wurde durch die Inflation erlassen.
Im Jahre 1927 lag ein Vorprojekt für den Bau der Saalebrücke vor. Am 25. März 1928 war der erste Spatenstich und am 16. Mai 1928 die Grundsteinlegung für eine Eisenbetonbrücke. Am Bau beteiligten sich viele Arbeitslose die in Arbeit und Brot kamen. Der größte Teil des Brückenbaues wurde manuell durchgeführt. Der Beton mit der Schippe gemischt und dann mit der Karre abgefahren.
Die feierliche Verkehrsübergabe fand am Donnerstag, dem 20. Dezember 1928 statt. Nach der Übergabe der Eisenbetonbrücke musste die Schiffsbrücke wegen der starken Fröste sofort in der gleichen Nacht noch ausgefahren werden. Die Gesamtkosten der Brücke betrugen 900.000 Mark, der reine Brückenbau 697.000 Mark. Wer die Brücke benutzte, musste Brückenzoll zahlen, die Einwohner von Mukrena waren von der Bezahlung befreit. Die sowjetische Militärregierung hob diesen Zoll 1945 auf. Kurz vor Beendigung des Zweiten Weltkrieges wurde im April 1945, auf der Alslebener Seite, das Brückenjoch gesprengt. Die bauausführende Firma des Brückenbaues war Dyckerhoff und Widmann, diese gleiche Firma baute auch die Autobahnbrücke Beesedau.
Ein Vergleich zwischen Bau und Sanierung der Brücke:
- 25. März 1928 – Erster Spatenstich zur Betonbrücke
- 10. Mai 1928 – Grundsteinlegung
- 20. Dezember 1928 – Einweihung der Saalebrücke

- Oktober 1996 – Vorbereitung der Sanierung
- 1. März 1997 – Errichtung der Behelfsbrücke
- 27. März 1997 – Sperrung der Brücke und Beginn der Sanierung
- 17. August 2000 – Freigabe der Saalebrücke
- 18. September 2000 – Abbau der Behelfsbrücke
- April 2001 – Ende der Räumung

#### Schifffahrt und Schiffbau
Die Saale war schon 1152 schiffbar. Durch den Bau der Pregelmühle musste schon ein Wehr und eine Schleuse vorhanden sein. Kurfürst Friedrich III. ersetzte die Holzschleuse um 1690 in eine steinerne. Eine Schleuse mit Kanal erbaute man 1850. Am 19. Dezember 1939 ist ein weiteres Großwerk, die Schleuse und der Ausbau der Saale für 1000 Tonnenschiffe, im Bereich des Wasserstraßenneubauamtes in Bernburg (Saale) fertiggestellt worden. Die Schleuse ist 105 m lang und 20 m breit. Das Höchstgefälle der Schleuse beträgt 4,07 m. In dreieinhalbjähriger Arbeit wurde das Bauwerk vollendet. Am 8. August 1939 ereignete sich beim Schleusenbau ein tödlicher Unfall. Der Arbeiter Hermann Schütze, 62 Jahre, aus Beesenlaublingen stürzte ins Wasser und ertrank.
Zu Mukrena gehörte auch die uralte Pregelmühle. Sie bestand schon im 12. Jahrhundert und war eine Schenkung der Herren von Alsleben an das Kloster Neuwerk. Aus einer Urkunde vom 21. März 1212 geht hervor, dass ein Heinrich von Glindenberg, ein Stiftvasall des Schlosses Alsleben, eine Mühle errichtet hatte. 1785 hatte die Mühle 6 Mahl-, 1 Öl- und 1 Schneidemühlengang, 1825 kam noch ein Graupenmühlengang hinzu. Die Krosigks verkauften 1812 die Mühle an Jacob Liebe, er erbaute auch das Wohnhaus. Danach kaufte Elias Lange die Mühle. 1868 erhielten durch Konkurs die Brüder Konrad die Pregelmühle für 57.000 Taler.
Die Mukrenaer waren mit der Saaleschifffahrt fest verbunden. In früheren Zeiten mussten die Kähne durch kräftige Männer oder Gespanne stromaufwärts gezogen werden. Talwärts wurde gestakt oder gesegelt. Die Erfindung der Dampfkraft konnte erst nach Legen einer Kette im Flussbett ausgenutzt werden. Am 15. September 1884 zog der Kettendampfer Saale den ersten Schleppzug stromaufwärts. Von der Saalemündung bis Halle hatte die Kette eine Länge von 105 km. In einem Bericht vom 20. Mai 1885 steht: „Als der von Halle kommende mehrere Kähne im Schlepptau führende Kettendampfer sich heute Abend gegen 6 Uhr der hiesigen Pontonbrücke näherte, riß plötzlich die den Dampfer führende Kette. Durch die Gewalt des dadurch entstandenen Stoßes wurde der Dampfer zunächst folgende Kahn zur Seite geschleudert und der zurückprallende Dampfer bohrte in die Seitenwand desselben ein großes Leck, so daß der mit 1.800 Centner befrachtete Kahn bald sank. Nur 32 Fässer Cement konnten geborgen werden. Kahn und Ladung sind versichert“.
1836 befuhr zum ersten Male ein Seitenraddampfer die Saale. Schon 1878 fuhren die ersten Hinterraddampfer. Die ersten hießen Pritzerbe und Halle.
Am 17. März 1893 trat der neue eiserne Saale-Schleppkahn mit Zollverschluss des Schiffseigners Hermann Weber aus Mukrena seine erste Reise an. Die Fracht war 7800 Zentner Zucker von Halle nach Hamburg. Das Schiff wurde auf der Schiffswerft Hugo Schütze in Alsleben gebaut. Anfang des 20. Jahrhunderts übernahm Karl Griesreler die Schiffswerft von August Jersch in Mukrena. Am 7. Mai 1913 kam auf dieser Schiffswerft der Eilfrachtdampfer Leipzig, von der Firma August Mann aus Halle, mit einem Gewicht von 3400 Zentner auf Land zur Revision. Am 12. August 1913 lief der erste erbaute eiserne Kahn dieser Werft vom Stapel, der zweite folgte am 18. Januar 1914 für den Schiffseigner Karl Kalbitz aus Mukrena.
Zum Fleiß der Schiffbauer einige Daten:
1967 das Fahrgastschiff MS Treptow für 300 Fahrgäste. Weitere Schiffe waren Fontane, Köpenick, Friedrichshain, Lichtenberg, Pankow, Richard Wossilow und Prenzlauerberg. Alle Schiffe hatten Z-Antrieb. Bis 1956 war die Schiffswerft privat, danach halbstaatlich und ab 1972 Volkseigener Betrieb (VEB). Nach der Wende 1990 kam die Werft wieder in privaten Besitz. 58 Schiffbauer waren zum Teil beschäftigt. Frau Kloß und Herr Grunewald übernahmen die Schiffswerft „Karl-Grieseler-Werft Mukrena“. Frau Kloß übernahm die Anteile ihres Vaters. Die Auftragslage war sehr schlecht, viele Außenstände trieben die Firma im Dezember 1996 in den Konkurs. Bis auf die Slipanlage kamen sämtliche Maschinen an eine holländische Schrottfirma. Nach dem Konkurs 1996 ging das übrige Eigentum an Karl Radige und Bernd Fischer über. Bernd Fischer eröffnete am 1. Dezember 1996 in Schackstedt in einer 20 m² großen Garage die Firma Fischer. Der erste Mitarbeiter war Volker Bachmann. Am 1. Februar 1997 konnte dann die Schiffswerft Mukrena in Familieneigentum Fischer übernommen werden. Die ersten Arbeiten waren Reparaturen an der Saalefee, der Ahland und der Fähre Bernburg Die Fischer-Werft hat mit der Zeit einen guten Ruf erworben.
Anfang des 20. Jahrhunderts bildete sich in Alsleben der Schiffseignerverein. Aus Mukrena traten die Schiffseigner Emma Bahn, August Jersch, Martin Jersch, Hermann Grieser, Karl Kalbitz, Emil Sturm, August Ulrich, Gustav Weber, Hermann Weber und Robert Weber diesem Verein bei. Am 7. März 1925 fand in Alsleben die Segelschiffsführer-Prüfung statt. Karl Baldauf, Heinrich Gast, Hermann Grieser, Paul Heinecke, Edgar Kalbitz, Erich Reimann, Alfred Weber, Richard Raap und Karl Ziege aus Mukrena bestanden die Prüfung. Gleichzeitig wurde auch die Dampfschiffsführer-Prüfung abgenommen. Es bestanden aus Mukrena Karl Baldauf, Heinrich Gast und Wilhelm Raap.
In der Zeit vom 26. Februar bis 2. März 1906 passierten 41 Lastkähne die Schleuse. 1935 beförderte man 64.248 t bergwärts und 375.433 t talwärts auf der Saale. Neue Durchstiche und Schleusen entstanden vor dem Zweiten Weltkrieg für 1000 t Schiffe. Es war vorgesehen, dass die Schifffahrt, von Hamburg bis Leipzig, die Wasserstraßen befahren sollte. In diesem Zusammenhang wurde die Lyra-Saale vom Kilometer 132,6 bis 134,3 begradigt. Der Kilometerstein 134 aus der Kaiserzeit steht noch in der Nähe von Haus Ritter Nr. 42b.
1893 wurde der Schifferverein Neptun Mukrena gegründet. Beim Stiftungsfest mit Flaggenweihe am 17. Januar 1899 hielt die Festrede August Ermisch aus Mukrena. Die Feier fand im Fährhof und im Anker Zweihausen statt. Kurz vor Ende des Zweiten Weltkrieges griffen immer mehr Flugzeuge der Alliierten die Binnenschiffe an, deshalb kam zum Teil die Nachtfahrt auf. Die Blauermaßkähne (65 m Länge) und die Breslauermaßkähne (55 m Länge) wurden auf der Saale zugelassen.
Die Saalemaßkähne von Karl Kalbitz He 20 (399 t) aus Mukrena und Karl Franke He 177 (352 t) aus Beesenlaublingen mussten 1945 auf Befehl der Roten Armee Zuckerrübentransporte durchführen. Durch Kriegseinwirkungen, Reparationen an die Sowjetunion und Veralterung kam die Schifffahrt auf der Saale fast zum Erliegen. Bevor die Lyra-Saale mit Haus- und Abrissmüll verfüllt und Schlick und Kies vom Wasserstraßenamt zugespült wurde, wurden sogleich die stillgelegten Kähne von Karl Franke, Konrad Küchler und Willi Weber aus Mukrena, Hermann Franke aus Beesenlaublingen, Rudi Winterfeld, Schütze und Paul Löchel aus Alsleben, Kohlmann und Kunze aus Nelben und ein Reedereikahn, die hier lagen, der Erde gleichgemacht – sie liegen also im zugeschütteten Flussbett der Lyra-Saale.
Am 9. Dezember 1945 erhielt der Schiffsrevisor Gustav Peter aus Mukrena die Verpflichtung, alle auf der Saale verkehrenden Schiffe bzw. auf Werften liegende Schiffe zu überprüfen und die Revisions- und Klassifikationsatteste auszustellen. Die sowjetische Verwaltung verlangte, dass alle Schiffe, welche durch Kriegseinwirkungen gesunken waren, zu heben waren. Die sowjetische Besatzungsverwaltung erließ am 20. April 1946 den Befehl über die Registrierung der Binnenflotte. Jedes Schiff erhielt ein Zeugnis mit folgenden Verzeichnis:
1. lfd. Nr. 2. Benennung oder Eichnummer des Schiffes. 3. Standort oder Wasserbezirk der augenblicklich befahren wird. 4. Art des Schiffes. 5. Leistung in PS. 6. Leistung in m³/h. 7. Tragfähigkeit in Tonnen. 8. Material des Schiffskörpers. 9. Baujahr. 10. Länge. 11. Breite. 12. Höhe. 13. Tiefgang mit Fracht. 14. Tiefgang Leer. 15. Allg. techn. Zustand. 16. Familie, Name d. Eigentümers, Anschrift. 17. Nr. des Zeugnisses.
Die Nummer des Schiffes hatte eine Ziffer, einen Buchstaben und eine dreistellige Zahl. Die Ziffer: 1=Berlin, 2=Magdeburg, 3=Dresden, 4=Schwerin. Die Buchstaben, die besagen die Art des Schiffes: A=Kahn, B=Bagger, D=Dampfer und Schlepper, F=Fähren, H=Hilfsschiffe, L=Leuchtschiffe, Bojensetzer, M=Motorboote, P=Prähme, Schuten, S=Spüler, W=Wohnschiffe.
Die dreistellige Zahl war die fortlaufende Registriernummer. Diese Registriernummer musste laut Befehl als äußeres Kennzeichen an das Fahrzeug angebracht werden, in einem blauen Kreis in weißer Farbe. Die Höhe der Ziffern und Buchstaben waren mindestens 10 cm groß.
In der Schifferschule Alsleben begann am 7. Januar 1896 mit 43 Schülern der erste Unterricht. Wegen Eröffnung der Schifffahrt endete der Unterricht schon am 14. Februar 1886. Als Lehrer war unter anderem für den Schiffbau der Werkmeister Grieseler aus Mukrena zuständig.
Der letzte Schiffseigner des MS Herta auf der Saale, Manfred Fabich aus Mukrena, verkaufte sein Motorschiff und ging im Oktober 1999 an Land. Das Schiff war 47 m lang, 5,44 m breit und konnte 346 Tonnen Fracht laden. Leer hatte es einen Tiefgang an der Schraube von 90 cm. Mit 346 t beladen dagegen 2,12 m. Auf dem Rhein, Mittellandkanal, von Magdeburg bis Hamburg und nach Berlin fährt aber noch ein Schiff, welches am Heck auf den Heimathafen Mukrena hinweist. Das TMS (Tankmotorschiff) Ulrike des Schiffseigner Peter Grunewald wird nie seinen Heimathafen anlaufen können, denn es ist 80 m lang und 9 m breit. Gebaut wurde es 1971 in Bodenwerder an der Weser. Es hat einen 6-Zylinder-Deutz-Motor und ein Bugstrahlruder von 180 PS. Bei einer Tragfähigkeit von 1306 t hat es einen Tiefgang von 2,65 m. Der Beladungsraum verfügt über 1.672 Kubikmeter.
Am 16. August 1982 gingen zwei Passagierschiffe von Mukrena aus auf Landreise. Es waren die Gera und die Jocketa. Die Gera war 41 m lang und sollte in Saalburg als Heimathafen vor Anker gehen. Die Jocketa war 28 m lang und sollte auf der Talsperre Pöhl ihre Fahrgäste befördern.
Auf Antrag vom 22. Dezember 1937 wollte die Gemeinde Mukrena im toten Saalearm der Lyra eine Flussbadeanstalt am Kilometer 133 errichten. Die Badeanstalt war mit einer Schwimmabteilung von 30 m Länge und 15 m Breite geplant und die Nichtschwimmerabteilung von 9 m × 4,4 m mit einer Tiefe von 1 m. In der Badeanstalt sollten 10 Badezellen sowie eine Liegewiese errichtet werden. Die Genehmigung kam am 9. Februar 1938 vom Regierungspräsidenten und am 31. Mai 1938 von der Reichswasserstraßenverwaltung. Durch den Zweiten Weltkrieg kam der Plan nicht zur Verwirklichung.

#### Hochwasser
Auch über die Hochwasser sollte berichtet werden. Jedes Jahr hatte Mukrena ein oder zweimal Hochwasser. Über das Hochwasser von 1752 berichtete der Pfarrer Samuel Gotthold Lange in einem Bericht (siehe Heimatheft 12). Das Hochwasser von 1799 entstand so. Die Saale war vollständig zugefroren als in der Nacht vom 22. zum 23. Februar 1799 das Wetter umschlug und das Eis schnell auftaute. Der kleine Damm in Mukrena brach und der Ort wurde vollständig unter Wasser gesetzt und zwei Häuser stürzten ein. Der höhere Schutzdamm bei Poplitz geriet in Gefahr. Am 25. Februar 1799 brach dieser am Wege von der Pregelmühle nach Poplitz. Das Wasser erstreckte sich bis zur Fuhne. An der Dammbruchstelle entstand das Dammloch. Die Besitzer der in Mukrena eingestürzten Häuser erhielten von Ferdinand von Krosigk, Erbherr von Poplitz, Laublingen, Leau, Gröna und Peißen, Landrat des Saalkreises, Baustellen am Radeberg. Diese zwei Häuser waren der Anfang der Kolonie Zweihausen, welche zu Mukrena gehörte. Hier in Zweihausen entstand später der Gasthof „Zum Adler“, welcher dann „Zum Anker“ hieß. Die zwei eingestürzten Häuser von Gast und Walther standen im Angergarten (Schmidts Garten): Das Haus Heinrich Gast, Nr. 17, hat über der Haustür das Zeichen HG, es ist gleichzeitig die Hochwassermarke vom Hochwasser 1799. Auch das Haus Ackermann-Ermisch, Nr. 13, hat auch das Wasserzeichen vom Hochwasser 1799. An der Hauswand von Haus Schreier, Nr. 11, ist ein Stein eingesetzt mit der Inschrift: „Höhe der Saale Februar 1830“. Im Hof des Hauses Weber, Nr. 21a, sind die Wassermarken vom 1. Dezember 1939 und vom 12. Juli 1949 angebracht.

#### Gefecht bei Mukrena 1813
Nach dem Zusammenbruch der Großen Armee erhob sich 1813 Preußen. Die an der Elbe und Saale stehenden französischen Truppen wurden bald von den Verbündeten Preußen und Russen angegriffen. General Wittgenstein ließ Truppenteile der Bölowschen Armee von Magdeburg nach Dessau und Köthen verlegen. Das Hauptquartier der Franzosen befand sich am 9. April 1813 in Staßfurt. Am 13. April 1813 griffen kleine preußische Abteilungen Bernburg, Alsleben und Wettin an. Am 14. April wird der Angriff verstärkt, die Preußen stießen bei Beesen auf den Feind und warfen diesen auf Mukrena zurück. Hier kämpften Schwarze Husaren und ostpreußische Füsiliere. Der ostpreußische Füsilier, Michael Kaup, und drei unbekannte Franzosen fielen bei diesem Gefecht. Im Kirchenbuch ist zu lesen: „1813 Nr.14a, Michael Kaup, Füsilier-Kompagnie des Kapitän v. Hundt, gebürtig aus Wiezeskau, Amt Kokernesen in Ostpreußen, starb am 14. April, nachmittags 3 Uhr in dem Gefecht bei Mukrena und wurde in derselben Stunde auf dem hiesigen Kirchhof begraben“. Am 17. April 1813 gelang es einem Major Rudolphie, Alsleben zu nehmen und eine Brücke über die Saale zu schlagen. Im Generalstabswerk wird diese Kampfhandlung als das Gefecht bei Mukrena bezeichnet.

#### Infrastrukturgeschichte
Die Kreisstraße Mukrena–Beesenlaublingen–Bebitz wurde in den Jahren 1858–1860 aus einer Schotterstraße zu einer gepflasterten Straße umgebaut.
Nach dem Bau der Kreisstraße erbaute man die Schule Mukrena. Der Schulbetrieb erfolgte 1863. Die Schule hatte einen Klassenraum und eine Wohnung des Lehrers. Das Baugelände war der Plan 149a am Teiche. Es war eine Holzung von 41 a und 10 m² und grenzte an die Kreisstraße, welche Mukrenaer Damm hieß und der Gemeinde gehörte. Der Gemeindevorsteher Wilhelm Böttcher, welcher Schiffseigner war und in Mukrena Nr. 41 wohnte, setzte sich voll für den Bau ein. Vollrat von Krosigk-Poplitz stellte für den Bau 200 Taler zur Verfügung, hierfür kam das Wappen der Krosigk an die Außenwand der Schule. Mit der Einführung des Schulbetriebes durch den Gemeindevorsteher Paul Böttcher wurde der Schulverband mit Beesenlaublingen aufgehoben.
1920 waren die letzten Schulstunden in Mukrena und ein neuer Schulverbund Alsleben – Mukrena kam zur Eröffnung. Nach dem Zweiten Weltkrieg verkaufte man das Gebäude. Im Juli 1952 bildete sich die neue Gemeinde Beesenlaublingen mit den Ortsteilen Beesenlaublingen, Kustrena, Beesedau, Mukrena mit Zweihausen und Pregelmühle. Alle Kinder gingen dann in Beesenlaublingen zur Schule.
Das Wahrzeichen von Mukrena ist die knorrige, große Friedenseiche in der Mitte von Mukrena. Nach dem preußisch-dänischen Kriege von 1864 wurde diese Eiche gepflanzt. Jeder Einwohner von Mukrena musste einviertel Liter Wasser in das Pflanzloch gießen.
Die Oberpostdirektion von Alsleben ließ im Oktober 1887 am Fährhof einen Briefkasten anbringen. Die Einwohner brauchten nicht mehr zur Post nach Alsleben.
Die ähnlichen Häuser am Wege zur Schiffswerft in einer Stilform des ausgehenden 18. Jahrhunderts sind das Haus Eskuche Nr. 20 und das Haus Theiles Gaststätte Nr. 22. Der Chronist Schulze-Gallera berichtete über diese Gaststätte: „Setzen wir uns oben in Theiles alten Gasthof an ein Fenster, blicken wir über die Saale, über die kleine Schiffswerft, über den Ladeplatz, über die Brücke, über das freundliche, pulsierende Leben der Gegenwart und denken wir ein paar Minuten über Mucrena alter Zeit nach“.
Am 2. Februar 1998 wurden auf der Mukrenaer Wiese Rohre zusammengeschweißt. Das größte Rohr war für Abwasser, ein kleines blaues für Trinkwasser und vier braune Rohre als Ersatz bzw. für die Elektronik. Von der Schaperallee Nr. 2 in Alsleben, im rechten Winkel zur Mukrenaer Wiese, kam eine Bohrung von 10 m unter dem Wasserspiegel der Saale. Da Felsen als Hindernis waren, brachte eine neue Bohrung bei 8 m unter dem Wasserspiegel einen Erfolg. Die 6 Rohre verlegte man nun durch diese Bohrung, einen Düker. Die Verlegung der Rohre ging weiter bis Zweihausen und später bis Trebnitz dann zur Abwasserentsorgung Könnern.
2002 erhielten die Einwohner Mukrenas ein Schreiben vom Umweltamt, dass Mukrena nicht an das Abwassernetz angeschlossen werde. Die Hauseigentümer erhielten die Aufforderung, eine vorschriftsmäßige Kläranlage zu errichten.
Die B 6, auf der Strecke zwischen Brücke und Zweihausen, erhielt in der Zeit von März bis Juli 2003 eine Grunderneuerung. Bei der Grunderneuerung wurde die Straße zum Teil um 1 m gehoben. Durch diese Hebung kann das Hochwasser direkt nach Mukrena fließen. Die Bevölkerung hatte gegen diese Hebung ohne Erfolg Protest eingelegt. Bei der Grunderneuerung kam das ganz alte Pflaster weg. In der Kurve an der ehemaligen Schule war bei 3 m Tiefe Morast vorhanden.

### Einwohnerentwicklung
1750 hatte Mukrena 28 Feuerstätten und etwa 130 Einwohner. Es waren meist Kossaten und Häusler. 1785 wird berichtet, dass Mukrena 34 Feuerstätten besaß mit 150 Einwohnern. Es waren 10 Kossaten, 17 Häusler und 2 Fischer. An Vieh war vorhanden: 21 Rinder, 8 Schweine, 30 Schafe. Die Flur des Dorfes betrug 113 1/3 Morgen Acker, 23 Morgen Obstgärten. Zum Rittergut gehörten 40 Morgen Acker und Wiesen nebst 3 Pferde, 11 Rinder, 4 Schweine und 30 Schafe. 1828 zählt Mukrena 35 Häuser mit 198 Einwohnern. Im Jahre 1854 hatte Mukrena an Einwohnern 195 Erwachsene und 137 Kinder. 36 Haushaltsvorstände waren mit der Schifffahrt verbunden. In Mukrena gab es 27 Ermisch, 19 Thiering, 16 Ackermann, 14 Butzmann, 12 Böttcher und 12 Rössel. 1865 hatte die Gemeinde 414 Einwohner und die Grundflur betrug 204 Morgen Acker, 25 Morgen Gärten, 64 Morgen Wiesen, 5 Morgen Weiden und 10 Morgen Holzungen. Der Reinertrag war 2.652 Taler und 253 Taler Grund- und 11 Taler Gebäudesteuer.
Mukrena hatte
- 1900 329 Einwohner
- 1905 289 Einwohner
- 1912 290 Einwohner
- 1990 283 Einwohner
- 1996 gab es in Mukrena 74 Häuser, in Zweihausen 14

## Persönlichkeiten
August Leopold Arnold Ulrich wurde am 15. November 1867 im Alsleben geboren. Seine Eltern waren der Schiffer Friedrich Ulrich und seine Frau Charlotte geborene Pfeiffer. August Ulrich erlernte gründlich das Schifferhandwerk und setzte sich in seinem Leben für die Schifffahrt ein. Er wohnte in Mukrena Nr. 25.
Ulrich war 22 Jahre Gemeindevorsteher von Mukrena. Ab 1917 war er Mitglied des Amtsausschusses des Amtsbezirks Beesenlaublingen. Bei der Wahl der neuen Amtsvorsteher im Kreistag des Saalkreises wurde der Amtsvorsteher August Ulrich von Mukrena Amtsvorsteher für den Amtsbereich Beesenlaublingen. Er arbeitete in vielen Funktionen aktiv mit, so als Mitarbeiter des Vorschussverein zu Alsleben, im Vorsitz der Schifferkrankenkasse Alsleben und Umgebung, als Vorstandsmitglied, Meldestellenleiter und Kassierer des Schiffseignerverein der Saaleschiffer, er war Mitglied des Frachtausschusses Halle/Saale in Bernburg/Saale. Weitere Funktionen waren als Aufsichtsrat und Vorsitzender der Reederei der Saaleschifffahrt Halle-Hamburg, im Prüfungsausschuss der Schifferschule in Alsleben, als stellvertretender Vorsitzender des Gasamtschulverbandes Alsleben-Mukrena und als Ratgeber für die Schiffervereine Neptun, Sozietät und Undine. August Ulrich starb am 4. Juli 1939.

## Gemeindevorsteher bzw. Bürgermeister
- ab 1820
  - – Ermisch, Andreas (Kossat)
  - – Schmidt, Gottlieb (Schiffseigner)
  - – Kluge, Friedrich (Schiffbauer)
  - – Böttcher, Wilhelm (Schiffseigner)
  - – Böttcher, Paul (Holzhändler, Fährbesitzer)
- 1893–1914 – Bestehorn, Karl (Landwirt)
- 1914–1917 – Bestehorn, Otto (Landwirt)
- 1917–1939 – Ulrich, August (Schiffseigner)
- 1939–1945 – Ziegler, Rudolf (Schriftsetzer)
- 1945–1947 – Keller, Willi (Arbeiter)
- 1947–1952 – Knauff, Richard (Möbelfabrikant)

Ab 1952 kam Mukrena durch die Gebietsreform nach Beesenlaublingen und vom Saalkreis in den Kreis Bernburg. Im Wappen der Gemeinde Beesenlaublingen ist der Anker als Zeichen der Schifffahrt als Symbol eingeflossen.

## Die Hymne der Mukrenaer
Wo sich die Soale rümmt und krümmt
Und ihren Weech zur Elbe nimmt,
da liegt im Winkel ganz allene
a kleines Nest, das heeßt Mukrene.
An Häusern hat es etwa foarzig,
un wers nich glauben will, der errt sich.
De Männer alle Schifffahrt treiben,
de Frauen treu zu Hoause bleiben.
Se hüten Haus un Jarten,
un müssen auch de Kinner warten.
Doch kommt dar Schiffer dann zurück,
gibt es im Hoause großes Glück.
De Taschen bringt er voller Geld,
un vieles woas voch zons noch fähhlt,
Wos Arwet gibbt da is voch Mut,
hoch lewe das Mukreaner Blut.